# Янтра (Габровська область)
Янтра (болг. Янтра) — село (поселення) в Габровській області Болгарії, підпорядковане общині Дряново. В селі налічується 112 мешканців.